# Chequeo
Chequeo es un rango en la pandillas criminales Mara Salvatrucha y Mara Barrio 18 cuyo estatus puede variar según la clica o unidad base de cada pandilla.  La posición de chequeo puede ser el primer, segundo o tercer nivel en el ascenso de la carrera del pandillero.  Los chequeos exitosos ascienden a homie o homeboy, el siguiente rango.  El oficio de chequeo puede requerir hacer de vigía, respuesta a solicitudes de público intimidado por pandilleros rivales, violencia, venta de estupefacientes, cobro de extorsiones, otras actividades criminales —incluyendo el asesinato—, y entregar semanalmente los dineros obtenidos.
Los pandilleros ostentan el rango de chequeo por años, a menos que la clica necesite acelerar las promociones al siguiente nivel; pero el plazo también puede depender de la situación carcelaria del chequeo mismo; así por ejemplo, en El Salvador, el estatus de chequeo podría llevarle al pandillero dos años si está suelto, pero tres si es presidiario.  La antigüedad del pandillero chequeo incrementa su estatus.

## Nivel
En ciertas clicas, los chequeos son el tercer nivel de la pandilla, por encima de los moros —el primer nivel— y de los paros.
El Los Angeles Times ubica a los chequeos como nivel medio en la escala de rangos de las pandillas; el New York Post les califica como miembros de pandilla de bajo nivel; el Wall Street Journal les llama socios subalternos, mientras que Nueva Jersey les considera miembros provisionales, por encima de los meros reclutas.  Sin embargo, en el contexto de si Armando Ábrego era pandillero o no, Steven Dudley alegó en 2025 que chequeo no es un rango.
En el caso particular de la Mara Barrio 18, las Naciones Unidas define el rango de chequeo como aquellos miembros recientemente incorporados a la pandilla.

## Ascenso
Para ascender a homie, se requiere de un chequeo en El Salvador el asesinato de una víctima designada por la pandilla; en cambio, en los EE. UU., basta apenas atacar a la víctima designada.  Por este motivo, las clicas estadounidenses suelen conceder mayor estatus a los chequeos ascendidos en el El Salvador que a los locales.  En México se reportó que para aspirar a chequeo se requerían ya dos homicidios, y un tercero para ascender más allá.  El paso final de los chequeos antes de su ascenso es someterse a una golpiza llamada brinca.  La paliza dura lo que un pandillero demore en contar a viva voz hasta trece.
Empero, en ciertas circunstancias, el ascenso de un chequeo en los EE. UU. puede requerir asesinato.

## Violencia interna
Noé Coreas, un chequeo, fue sentenciado a prisión por el asesinato en Washington D. C. en 2015 de otro socio de su pandilla, quien había transgredido las reglas, y a quien la pandilla había apaleado; el pandillero se quejó ante la policía, resultando en que Coreas le mató.

### Penalización de los chequeos
En 2016, la clica Centrales Locos Salvatruchas en Nueva York decidió ajusticiar a un chequeo propio, por violar las reglas de la clica, y comisionó el asesinato a otro chequeo, Julio Vásquez, por también violar las reglas y por sospecha de colaborar con la policía. El chequeo Vásquez acabó asesinado por la clica en 2017 por no haber cumplido su misión de asesinar al otro chequeo.

## Migración y edad
Según testimonio del detective Scott Conley ante el Senado de los Estados Unidos, algunos menores de edad enviados irregularmente a los Estados Unidos por sus padres —quizá con la buena intención apartarlos de las pandillas— resultaron ser chequeos.  Efectivamente, investigadores de la Universidad de Valencia tipifican a los chequeos salvadoreños como niños o adolescentes; en similar vena, un detective de pandillas de El Refugio en 2018 les denominó "muchachitos" y "bichitos" (niños, en el vernacular salvadoreño).
No debe sorprender, entonces, que en Nueva York también se encontraron chequeos adolescentes, a quienes rangos más elevados enviaban a cometer asesinatos.  Así y todo, la edad no es determinante del rango de chequeo.  En Virginia, por ejemplo, se identificó chequeos de 20-21 años, observaciones (un rango inferior) de 24 años, y paro de 27 años (un rango inferior al observación).